# Eochu Mumu
Eochu Mumu (o Eochaid Mumo, Mumho), el hijo de Mofebis, hijo de Eochaid Faebar Glas, fue, según leyenda irlandesa medieval y la tradición histórica, un alto rey de Irlanda.

## Historia
Según el Lebor Gabála Érenn llegó al poder tras matar al rey anterior, Fíachu Labrainne, que había matado a su padre en batalla. La provincia de Munster se llama así por él. Gobernó durante 21 años, luchando en muchas batallas contra los descendientes de Éremón, antes de que Óengus Olmucaid, el hijo de Fíachu, lo matara en la batalla de Clíu. Él sería vengado más adelante por su propio hijo Enna Airgdech.

## Datación
El Lebor Gabála Érenn sincroniza su reinado con el de Ofratanes en Asiria. La cronología de Geoffrey Keating fecha su reinado entre los años 1071 y 1050 A.C., y los Annals of the Four Masters entre 1449 y 1428 A.C.